# José Manuel Villegas Pérez
José Manuel Villegas Pérez (Barcelona, 3 de juliol de 1968) és un advocat i polític català, que va ser secretari d'organització de Ciutadans-Partit de la Ciutadania.

## Biografia
De pare d'Almeria i mare soriana, néixer a Barcelona el 1968. És llicenciat en Dret, especialitzat en Dret concursal, per la Universitat Autònoma de Barcelona i té estudis d'administració i direcció d'empreses. És membre de l'Il·lustre Col·legi d'Advocats de Barcelona i exerceix com a advocat per compte propi des de 1999. La seva trajectòria professional s'ha desenvolupat com a assessor fiscal amb despatx propi.

### Trajectòria política
En la seva joventut va ser membre de la Joventut Socialista de Catalunya. És militant del partit Ciutadans i membre de l'executiva des que es va fundar el 2006; des de llavors és considerat la mà dreta d'Albert Rivera, va tenir un rol decisiu en la seva elecció com a president del partit ja el 2006, quan va proposar que el president s'escollís per ordre alfabètic entre els presents. En 2009 va promoure la coalició amb Libertas per a les eleccions al Parlament Europeu de 2009 obtenint un 0,15% del vot a Espanya sense obtenir cap escó.
Des de llavors ha ocupat diversos càrrecs al comitè executiu fins a convertir-se en secretari d'organització el 2011, sent el director de campanya de diverses eleccions al Parlament de Catalunya (2006, 2010, 2012, 2015 i 2017) així com les campanyes al Congrés del Diputats.
Va ser elegit diputat a les Eleccions al Parlament de Catalunya de 2012. Posteriorment ha estat elegit diputat a les eleccions generals espanyoles de 2015 i 2016.
El 2016, va ser un dels encarregats de negociar la negociació per investir Mariano Rajoy, després de les dobles eleccions de 2015 i 2016, i el 2018 va exigir al govern de Pedro Sánchez una nova aplicació de l'article 155 de la Constitució espanyola.
En alguna ocasió, ha comparat la Fundación Francisco Franco amb l'ANC.

### Dimissió com a secretari d'organització de Ciutadans
El fracàs en les eleccions de novembre de 2019 va provocar la dimissió com a secretari d'organització de Ciutadans-Partit de la Ciutadania, juntament amb el president i altres pesos pesants del partit, provocant la formació d'una gestora.
En 2020 es va incorporar com a número dos del despatx d'advocats Martínez-Echevarría, on Albert Rivera Díaz exercia de director per a Espanya i Portugal. No obstant, abandonaren el despatx retraient al seu director general, Vicente Morató, l'incompliment de les condicions contractuals, mentre que se'ls havia advertit repetidament que «la seva productivitat estava assolint nivells preocupants, molt per sota de qualsevol estàndard raonable».